# Ollheim
Ollheim este un cartier cu aspect rural ce aparține de  Swisttal din landul Renania de Nord-Westfalia. In anul 2008 avea 723 de loc. Ollheim se află situat la ca. 15 km de Bonn între munții Eifel și Vorgebirge între Miel, Ludendorf, Dünstekoven, Straßfeld (comuna Swisttal) și Dom Esch (oraș Euskirchen). 
Localitatea are o vechime de peste 900 de ani. Prin secolul V au venit francii conduși de Clovis I. In 1798 au sosit trupele franceze, iar noile autorități au împărțit Renania în patru departamente și anume Rur/Roer, Rhein-Mosel, Saar și Donnersberg care la rândul lor erau subîmpărțite în cantoane. După retragerea francezilor prin Congresul de la Viena regiunea a fost atribuită Prusiei.